# Свояченка (приток Еглины)
Свояченка (Своячка) — река в России, течёт по территории Гдовского и Струго-Красненского районов Псковской области. Устье реки находится в 21 км по левому берегу реки Еглины. Длина реки — 10 км.

## Данные водного реестра
По данным государственного водного реестра России относится к Балтийскому бассейновому округу, водохозяйственный участок реки — Водные объекты бассейна оз. Чудско-Псковское без р. Великая. Относится к речному бассейну реки Нарва (российская часть бассейна).
Код объекта в государственном водном реестре — 01030000312102000027435.